# Smittskyddsinstitutet
Smittskyddsinstitutet (SMI) var en statlig myndighet vars huvuduppgift var att genom kunskapsuppbyggnad och kunskapsspridning främja befolkningens skydd mot smittsamma sjukdomar och bidra till att landets smittskydd fungerar effektivt. Smittskyddsinstitutet bildades 1 juli 1993 men hade sin föregångare i Statens Bakteriologiska Laboratorium (SBL). SMI var beläget i Solna och cirka 300 personer var sysselsatta vid myndigheten. Den 1 januari 2014 gick Smittskyddsinstitutet och Statens folkhälsoinstitut ihop och bildade Folkhälsomyndigheten.

## Historia
Statsmedicinska anstalten bildades 1909 för att diagnosticera smittsamma sjukdomar. Beslutet togs efter tio års utredningar och den första adressen blev på Regeringsgatan.
Namnet blev 1918 Statens Bakteriologiska Laboratorium och den nya adressen var Ingentingskogen i Solna sedan 1937 i ett hus ritat av Gunnar Asplund.

### Smittskyddsinstitutet bildas
Statens Bakteriologiska Laboratorium (SBL) ombildades den 1 juli 1993 till Smittskyddsinstitutet av regeringen Bildt. Det statliga bolaget SBL Vaccin AB tog över den enhet som sysslade med framtagning och produktion av vaccin. År 1997 sålde regeringen Persson bolaget till Active Biotech. 
Regeringen tillsatte 2008 en särskild utredare för att se över landets smittskydd, bland annat Smittskyddsinstitutets organisation och uppgifter. Utredningen som lade fram sitt betänkande den 10 juni 2009 föreslog bland annat en ombildning av institutet till Smittskyddsmyndigheten med ett större fokus på myndighetsutövning och ett mindre på forskning som inte är direkt tillämpbar i smittskyddet. Utredningens förslag remissbehandlades under hösten 2009.
Den 15 juni 2009 tillträdde Johan Carlson som generaldirektör och chef för Smittskyddsinstitutet. Han kom närmast från Socialstyrelsen där han varit chef för Tillsynsavdelningen.
Den 1 juli 2010 fick myndigheten en ny instruktion (SFS 2010:604) och en delvis ny inriktning. Smittskyddsinstitutet skulle genomföra sin huvuduppgift, som var "att genom kunskapsuppbyggnad och kunskapsspridning främja befolkningens skydd mot smittsamma sjukdomar och bidra till att landets smittskydd fungerar effektivt", genom
- att svara för uppföljning, utvärdering och metodutveckling,
- att svara för kunskapsuppbyggnad som vilar på beteendevetenskaplig, samhällsvetenskaplig och medicinsk grund,
- att förse regeringen, Socialstyrelsen och övriga myndigheter med kunskaps- och beslutsunderlag, och
- att förmedla kunskap till berörda inom hälso- och sjukvård, kommunal vård och omsorg samt berörda inom andra samhällssektorer.

Vidare skulle Smittskyddsinstitutet särskilt
- följa och analysera utvecklingen av smittsamma sjukdomar nationellt och internationellt samt analysera konsekvenserna av denna utveckling för samhället och den enskilde,
- följa och analysera immunitetsläget och genomförandet av vaccinationsprogram,
- följa och analysera beteende- och omvärldsförändringar av betydelse för smittskyddet samt hur sådana förändringar påverkar förutsättningarna för smittskyddet i landet,
- utvärdera effekterna av smittskyddsåtgärder inom hälso- och sjukvården och andra samhällssektorer,
- inom sitt verksamhetsområde ta initiativ till åtgärder som skyddar befolkningen mot smittsamma sjukdomar i kris och under höjd beredskap,
- utföra mikrobiologiska laboratorieundersökningar som är av unik natur eller som av andra skäl inte utförs av andra laboratorier, och
- svara för stöd till kvalitets- och metodutveckling vid laboratorier som bedriver diagnostik av betydelse för landets smittskydd.

Regeringens beslut om den nya inriktningen innebar att de sex KI-professurer som bekostats av, och verkat inom, Smittskyddsinstitutet överfördes till Karolinska institutet den 1 juli 2010.
I samband med omorganisationen överfördes dessutom ansvaret för de nationella hiv-förebyggande arbetet från Socialstyrelsen till Smittskyddsinstitutet. Vidare inordnades det så kallade Strama-arbetet (arbetet mot antibiotikaresistens) i myndighetens linjeorganisation. 
Organisatoriskt genomförde Smittskyddsinstitutet en större förändring för att bättre svara upp mot instruktionens och omgivningen krav på verksamheten. Sakverksamheten organiserades i tre avdelningar; Analys och prevention, Beredskap samt Diagnostik och vaccin.

### Smittskyddsinstitutet uppgår i Folkhälsomyndigheten
Regeringen lade 2012 fram ett förslag  om att en ny kunskapsmyndighet för folkhälsofrågor skulle bildas den 1 januari 2014. Regeringens förslag var att samtliga verksamheter som Statens folkhälsoinstitut och Smittskyddsinstitutet ansvarade för skulle föras över till den nya myndigheten. Även vissa verksamheter hos Socialstyrelsen inom folkhälsorapportering och miljö- och hälsoskydd skulle enligt förslaget föras dit. Den nya myndigheten föreslogs ha sitt säte både i Östersund och i Stockholmsområdet.
Den sammanslagna myndigheten blev Folkhälsomyndigheten, som inrättades den 1 januari 2014.

## Myndighetschefer

### Föreståndare för Statens bakteriologiska laboratorium
- Holger Lundbäck, 1961–1982[1]
- Lars Olof Kallings, 1982–1988 [1]
- Hans Wigzell, 1988–1993

### Generaldirektörer för Smittskyddsinstitutet
- Erik Nordenfelt 1994-2000
- Ragnar Norrby 2000-2009
- Johan Carlson 2009-2013

## Kontroverser
Smittskyddsinstitutet har kritiserats av både djurrättsaktivister och Jordbruksverket för sina djurförsök på apor. I början av 2000 fick SMI kritik av Jordbruksverket då de inte följt de regelverk som gällde för att hålla primater för forskning. Ansvaret för att hålla primater för forskning övergick 1/1 2012 till Astrid Fagræus laboratorium (KM-F) vid Karolinska institutet eftersom huvuddelen av myndighetens grundforskning överförts dit i samband med ombildningen 2010.
I oktober 2008 väckte Smittskyddsinstitutet uppmärksamhet sedan myndigheten, via dåvarande generaldirektör Ragnar Norrby och enhetschefen Jan Albert, uppgett sig vilja avkriminalisera avsiktlig spridning av HIV/AIDS, haft synpunkter på de straffskalor som tillämpas av svenska domstolar, och vägrat medverka i smittspårning som begärts av rättsväsendet. Efter omfattande kritik i medierna och från såväl folkhälsominister Maria Larsson som Socialstyrelsen bytte generaldirektör Norrby åsikter i frågan.